# Watkins, Colorado
Watkins är en ort i Adams County i delstaten Colorado, USA.